# UEFA Intertoto Cup 1999
Die Finale des UEFA Intertoto Cups 1999 wurden von HSC Montpellier, Juventus Turin und West Ham United gewonnen. Diese Mannschaften qualifizierten sich damit für den UEFA-Pokal 1999/2000.

## 1. Runde
|                           | Gesamt          |                        | Hinspiel | Rückspiel |
| ------------------------- | --------------- | ---------------------- | -------- | --------- |
| Herfølge BK               | 0:4             | MŠK Žilina             | 0:2      | 0:2       |
| FCM Bacău                 | 0:2             | FC Ararat Jerewan      | 0:1      | 0:1       |
| Lakamatyu-96 Wizebsk      | 3:4             | NK Varteks Varaždin    | 1:2      | 2:2       |
| US Luxemburg              | 1:7             | Vasas Budapest         | 1:3      | 0:4       |
| NK Hrvatski dragovoljac   | 1:2             | Newry City             | 1:0      | 0:2       |
| Maccabi Haifa             | (a)2:2(a)       | FK Qarabağ Ağdam       | 1:2      | 1:0       |
| FK Cementarnica 55 Skopje | 8:2             | FC Kolcheti 1913 Poti  | 4:2      | 4:0       |
| Spartak Warna             | 1:8             | VV St. Truiden         | 1:2      | 0:6       |
| Polonia Warschau          | 4:0             | Tiligul Tiraspol       | 4:0      | 0:0       |
| NK Jedinstvo Bihać        | 3:1             | GÍ Gøta                | 3:0      | 0:1       |
| ÍA Akranes                | 6:3             | KS Teuta Durrës        | 5:1      | 1:2       |
| Vålerenga Oslo            | 1:2             | FK Ventspils           | 1:0      | 0:2       |
| NK Rudar Velenje          | (a)2:2(a)       | Halmstads BK           | 0:0      | 2:2       |
| FC Jokerit Helsinki       | 7:1             | JK Trans Narva         | 3:0      | 4:1       |
| Aberystwyth Town          | 3:4             | FC Floriana            | 2:2      | 1:2       |
| FK Pobeda Prilep          | 4:4 (4:3 i. E.) | FK Ozeta Dukla Trenčín | 3:1      | 1:3 n. V. |
| NK Korotan Prevalje       | 0:6             | FC Basel               | 0:0      | 0:6       |
| Shelbourne F.C.           | 0:2             | Neuchâtel Xamax        | 0:0      | 0:2       |
| Ceahlăul Piatra Neamț     | 2:0             | Ekranas Panevėžys      | 1:0      | 1:0       |
| SK Hradec Králové         | 1:1 (1:3 i. E.) | FK Homel               | 1:0      | 0:1 n. V. |

## 2. Runde
|                           | Gesamt          |                     | Hinspiel | Rückspiel |
| ------------------------- | --------------- | ------------------- | -------- | --------- |
| FK Cementarnica 55 Skopje | 2:3             | Rostselmasch Rostow | 1:1      | 1:2       |
| Brann Bergen              | 3:3 (4:5 i. E.) | NK Varteks Varaždin | 3:0      | 0:3 n. V. |
| FK Qarabağ Ağdam          | 0:9             | HSC Montpellier     | 0:3      | 0:6       |
| FC Ararat Jerewan         | 1:5             | VV St. Truiden      | 0:2      | 1:3       |
| Neuchâtel Xamax           | 0:3             | Vasas Budapest      | 0:2      | 0:1       |
| FK Ventspils              | 1:3             | Kocaelispor         | 1:1      | 0:2       |
| AC Perugia                | 1:0             | FK Pobeda Prilep    | 1:0      | 0:0       |
| SC Lokeren                | 6:2             | ÍA Akranes          | 3:1      | 3:1       |
| MŠK Žilina                | 2:4             | FC Metz             | 2:1      | 0:3       |
| FC Kopenhagen             | 1:4             | Polonia Warschau    | 0:3      | 1:1       |
| MSV Duisburg              | 2:1             | Newry City          | 2:0      | 0:1       |
| NK Rudar Velenje          | 2:4             | SC Austria Lustenau | 1:2      | 1:2       |
| FC Jokerit Helsinki       | 3:2             | FC Floriana         | 2:1      | 1:1       |
| Ceahlăul Piatra Neamț     | 5:2             | NK Jedinstvo Bihać  | 2:1      | 3:1       |
| FC Basel                  | 4:2             | FC Boby Brünn       | 0:0      | 4:2       |
| Hammarby IF               | 6:2             | FK Homel            | 4:0      | 2:2       |

## 3. Runde
|                       | Gesamt    |                     | Hinspiel | Rückspiel |
| --------------------- | --------- | ------------------- | -------- | --------- |
| Trabzonspor           | 4:2       | AC Perugia          | 1:2      | 13:0 1    |
| SC Heerenveen         | 4:0       | Hammarby IF         | 2:0      | 2:0       |
| West Ham United       | 2:1       | FC Jokerit Helsinki | 1:0      | 1:1       |
| SC Austria Lustenau   | (a)2:2(a) | Stade Rennes        | 2:1      | 0:1       |
| VV St. Truiden        | 2:3       | FK Austria Wien     | 0:2      | 2:1       |
| NK Varteks Varaždin   | (a)2:2(a) | Rostselmasch Rostow | 1:2      | 1:0       |
| Kocaelispor           | 0:3       | MSV Duisburg        | 0:3      | 0:0       |
| SC Lokeren            | (a)2:2(a) | FC Metz             | 1:2      | 1:0       |
| Polonia Warschau      | 4:1       | Vasas Budapest      | 2:0      | 2:1       |
| Espanyol Barcelona    | 1:4       | HSC Montpellier     | 0:2      | 1:2       |
| Ceahlăul Piatra Neamț | (a)1:1(a) | Juventus Turin      | 1:1      | 0:0       |
| Hamburger SV          | (a)3:3(a) | FC Basel            | 0:1      | 3:2       |

## Halbfinale
|                     | Gesamt |                  | Hinspiel | Rückspiel |
| ------------------- | ------ | ---------------- | -------- | --------- |
| West Ham United     | 2:0    | SC Heerenveen    | 1:0      | 1:0       |
| Stade Rennes        | 4:2    | FK Austria Wien  | 2:0      | 2:2       |
| MSV Duisburg        | 1:4    | HSC Montpellier  | 1:1      | 0:3       |
| FC Metz             | 6:2    | Polonia Warschau | 5:1      | 1:1       |
| Rostselmasch Rostow | 1:9    | Juventus Turin   | 0:4      | 1:5       |
| Trabzonspor         | 3:6    | Hamburger SV     | 2:2      | 1:4       |

## Finale
|                 | Gesamt          |              | Hinspiel | Rückspiel |
| --------------- | --------------- | ------------ | -------- | --------- |
| HSC Montpellier | 2:2 (3:0 i. E.) | Hamburger SV | 1:1      | 1:1 n. V. |
| Juventus Turin  | 4:2             | Stade Rennes | 2:0      | 2:2       |
| West Ham United | 3:2             | FC Metz      | 0:1      | 3:1       |